# Spedizione di Aunus
La spedizione di Aunus fu un tentativo dei volontari finlandesi di occupare parti della Carelia orientale nel 1919, durante la guerra civile russa. Aunus è il nome finlandese della regione di Olonec. Questa operazione fu una delle cosiddette "guerre di parentela" (heimosodat) combattute contro le forze della Russia sovietica dopo la rivoluzione russa del 1917, sia in Finlandia che nei Paesi baltici.

## Contesto
Nel febbraio 1918 il generale Carl Gustaf Emil Mannerheim, comandante della Guardia Bianca anticomunista, scrisse un famoso ordine del giorno nel quale affermava che non avrebbe rimesso la spada nel fodero finché la Carelia orientale non fosse stata libera dal controllo russo. Dopo la guerra civile finlandese fu molto dibattuto il tema dell'unione della Carelia orientale alla Finlandia, in quanto la Carelia orientale russa non fece mai parte della Finlandia svedese o del Granducato di Finlandia.
I primi tentativi nel 1918 di occupare la regione di Petsamo e la Carelia Bianca (spedizione di Viena) erano falliti, in parte a causa dell'atteggiamento passivo dei careliani. Più tardi gli inglesi occuparono la Carelia Bianca.
Durante l'estate del 1918 il governo della Finlandia ricevette vari appelli dalla Carelia orientale per unire la regione alla Finlandia. Particolarmente attivi furono gli abitanti del villaggio di Repola, che aveva votato per unirsi alla Finlandia. L'esercito finlandese occupò l'insediamento nell'autunno del 1918. Nel gennaio 1919 una piccola spedizione di volontari occupò il villaggio di Porajärvi, ma fu rapidamente respinta dalle forze bolsceviche. Porajärvi aveva votato il 7 gennaio per unirsi alla Finlandia.
Nel febbraio 1919 Mannerheim rese chiaro alle potenze occidentali e all'Armata Bianca che la Finlandia avrebbe attaccato i bolscevichi a San Pietroburgo se avesse ricevuto sostegno materiale e morale. Nello stesso periodo furono preparati i piani per la spedizione di Aunus e il maggiore degli jäger Gunnar von Herzen fu scelto come comandante delle truppe. Pensava che la spedizione sarebbe riuscita con un migliaio di volontari finlandesi, ma solo se i careliani si fossero uniti ai combattimenti. Mannerheim approvò il piano, ma chiese che anche che la Gran Bretagna dovesse approvarlo prima di poter procedere.

## La spedizione

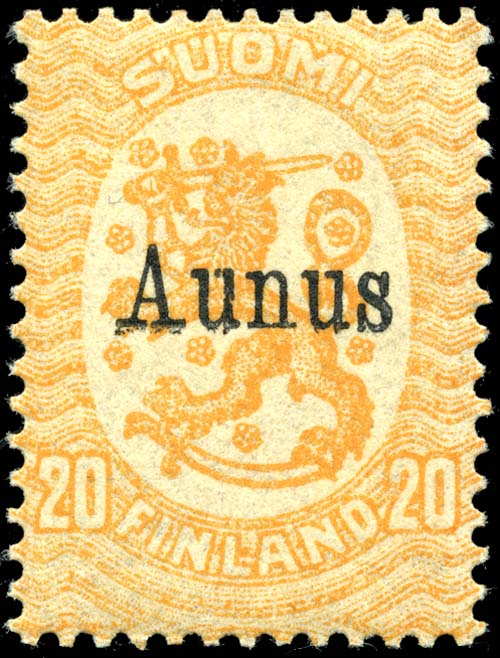
Un francobollo dell'occupazione finlandese della Carelia, 1919

Le truppe finlandesi attraversarono il confine la notte del 21 aprile 1919. Gli obiettivi erano catturare Lodejnoe Pole, Petrozavodsk e la ferrovia di Murmansk. La spedizione era inizialmente composta da circa 1000 volontari, divisi in tre gruppi. Il gruppo meridionale avanzò verso Lodejnoe Pole in soli tre giorni, ma fu respinto dietro il fiume Tuulos dalle truppe bolsceviche. Il gruppo settentrionale catturò Prääsä. A questo punto divenne evidente che non c'erano abbastanza truppe per completare gli obiettivi della spedizione. Venne avviata una nuova campagna per il reclutamento di 2000 nuovi volontari e Mannerheim nominò il colonnello Aarne Sihvo nuovo comandante della spedizione.
Il reggimento del maggiore Paavo Talvela iniziò un attacco contro Petrozavodsk il 20 giugno, ma fu sconfitto dall'Armata Rossa e dalle forze della Guardia Rossa finlandese appena fuori dalla città. Le truppe britanniche che operavano lungo la ferrovia di Murmansk erano abbastanza vicine, ma non parteciparono agli scontri.
I finlandesi avevano sperato che la popolazione careliana si sarebbe unita alle truppe come volontari, ma solo pochi lo fecero e il loro morale non fu mai molto alto.
L'iniziativa passò allora ai bolscevichi. Il 26 giugno oltre 600 finlandesi della Scuola Ufficiali di San Pietroburgo vennero fatti sbarcare a Vitele attraverso il lago Ladoga, dietro le linee finlandesi. Il gruppo meridionale fu quindi costretto a ritirarsi in Finlandia dopo aver subito pesanti perdite. Anche il gruppo di Talvela è stato costretto a ripiegare in Finlandia.

## Conseguenze
La spedizione era stata condotta soltanto da volontari, ex membri del 27º Battaglione Jäger addestrato in Germania e attivisti politici, e sebbene finanziata dal governo l'esercito regolare della Finlandia non intervenne mai, lasciandola a sé stessa. Inoltre lo scarso coinvolgimento della popolazione locale impedì il successo dell'operazione.
L'unico risultato della spedizione fu che il villaggio di Porajärvi dichiarò il 6 giugno di volersi unire alla Finlandia, come aveva già fatto Repola nel 1918. L'esercito regolare finlandese si mosse per occupare l'abitato. Nel trattato di Tartu del 1920 Finlandia e Unione Sovietica si accordarono sul nuovo confine. Repola e Porajärvi furono lasciati dalla parte sovietica e le truppe finlandesi dovettero essere ritirate prima del 14 febbraio 1921. Il giovane capo della polizia di Repola, Bobi Sivén, si sparò in segno di protesta il 12 gennaio 1921.